# Etui
Etui je usnjena, plastična ali iz nekega podobnega materiala ukrojena vrečka oziroma torbica, namenjena hrambi enega samega predmeta - na primer: očala, cigaretna škatlica, kitara, mobilni telefon, pribor za to ali ono dejavnost, komplet ključev ali drugo orodje, itd. Oblika in dimenzija etuija sta identični predmetu, za katerega je namenjen. 